# William Wakefield Baum
William Wakefield Baum (1926 – 2015) là một Hồng y người Hoa Kỳ của Giáo hội Công giáo Rôma. Ông từng đảm nhận vai trò Hồng y Đẳng Linh mục Nhà thờ S. Croce in Via Flaminia và Tổng giám mục đô thành Tổng giáo phận Washington trong 7 năm, từ năm 1973 đến năm 1980.
Vốn là một giáo sĩ trong vai trò lãnh đạo giáo hội địa phương, ông từng đảm trách vai trò Giám mục chính tòa Giáo phận Springfield–Cape Girardeau từ năm 1970 đến năm 1973 khác nhau trước khi tiến đến trở thành Tổng giám mục đô thành Washington. Ngoài lãnh đạo các giáo phận được bổ nhiệm, sau này ông còn đảm nhận nhiều vị trí quan trong tại Giáo triều Rôma như: Tổng trưởng Thánh bộ Tu sĩ (1980 – 1990), Chánh án Tòa Ân giải Tối cao (1990 – 2001). Ông được vinh thăng Hồng y ngày 24 tháng 5 năm 1976, bởi Giáo hoàng Phaolô VI.

## Tiểu sử
Hồng y William Wakefield Baum sinh ngày 21 tháng 11 năm 1926 tại Dallas, Texas, Hoa Kỳ. Sau quá trình tu học dài hạn tại các cơ sở chủng viện theo quy định của Giáo luật, ngày 12 tháng 5 năm 1951, Phó tế Baum, 25 tuổi, tiến đến việc được truyền chức linh mục. Cử hành nghi thức truyền chức cho tân linh mục là giám mục Edwin Vincent O’Hara, giám mục chính tòa Giáo phận Kansas City, Missouri. Tân linh mục là đồng thời cũng là thành viên linh mục đoàn Giáo phận Kansas City.
Sau 19 năm thi hành các công việc mục vụ với thẩm quyền và cương vị của một linh mục, ngày 18 tháng 2 năm 1970, Tòa Thánh loan tin Giáo hoàng đã quyết định tuyển chọn linh mục William Wakefield Baum, 44 tuổi, gia nhập Giám mục đoàn Công giáo Hoàn vũ, với vị trí được bổ nhiệm là Giám mục chính tòa Giáo phận Springfield–Cape Girardeau. Lễ tấn phong cho vị giám mục tân cử được tổ chức sau đó vào ngày 6 tháng 4 cùng năm, với phần nghi thức chính yếu được cử hành cách trọng thể bởi 3 giáo sĩ cấp cao, gồm chủ phong là Hồng y John Joseph Carberry, Tổng giám mục đô thành Tổng giáo phận Saint Louis, Missouri; hai vị giáo sĩ còn lại, với vai trò phụ phong, gồm có giám mục Charles Herman Helmsing, Giám mục chính tòa Giáo phận Kansas City-Saint Joseph và Giám mục Joseph Vincent Sullivan, giám mục phụ tá giáo phận Kansas City-Saint Joseph. Tân giám mục chọn cho mình châm ngôn:MINISTERIUM RECONCILIATIONIS.
Chỉ 3 năm sau khi được chọn làm giám mục, Giám mục Baum được Tòa Thánh thăng Tổng giám mục, qua việc bổ nhiệm giám mục này làm Tổng giám mục đô thành Tổng giáo phận Washington. Thông báo về việc bổ nhiệm này được công bố cách rộng rãi vào ngày 5 tháng 3 năm 1973. Tân Tổng giám mục đã đến cử hành các nghi thức nhận giáo phận sau đó vào ngày 9 tháng 5 cùng năm.
Bằng việc tổ chức công nghị Hồng y năm 1976 được cử hành chính thức vào ngày 24 tháng 5, Giáo hoàng Phaolô VI đưa ra quyết định vinh thăng Tổng giám mục William Wakefield Baum tước vị danh dự của Giáo hội Công giáo, Hồng y. Tân Hồng y thuộc Đẳng Hồng y Linh mục và Nhà thờ Hiệu tòa được chỉ định là Nhà thờ S. Croce in Via Flaminia.
Bốn năm sau khi được vinh thăng Hồng y, ông được chọn về Giáo triều Rôma, đảm nhận cương vị Tổng trưởng Thánh bộ Tu sĩ. Thông báo về quyết định này được công bố vào ngày 15 tháng 1 năm 1980. Ngày 15 tháng 3 cùng năm, ông từ nhiệm khỏi vị trí tổng giám mục Washington. Mười năm đảm nhiệm vai trò Tổng trưởng, ngày 6 tháng 4 năm 1990, Tòa Thánh điều chuyển Hồng y Baum làm Chánh án Tòa Ân giải Tối cao.
Ngày 22 tháng 1 năm 2001, Tòa Thánh chấp thuận đơn từ nhiệm của ông vì lý do tuổi tác, theo Giáo luật. Ông qua đời vào ngày 23 tháng 7 năm 2015, thọ 89 tuổi.